# Danilo Donati
Pour les articles homonymes, voir Donati.
Danilo Donati (Luzzara, 6 avril 1926 - Rome, 2 décembre 2001) est un costumier, décorateur, et écrivain italien.

## Biographie
Né en 1926 à Luzzara, dans la province de Reggio d'Émilie, Danilo Donati montre, dès l’enfance, une grande attirance pour les arts visuels et la littérature. Étudiant à l'École d'Art Porta Romana de Florence, il échappe provisoirement au service militaire, mais, immédiatement après la guerre, alors qu’il devient l'élève du peintre Ottone Rosai, il est rappelé aux armes à Luzzara.
En 1953, il perd sa mère et vit une période de dépression d’environ deux ans. Il fait alors la rencontre de Luchino Visconti, alors metteur en scène de théâtre. Il collabore avec lui, mais ne se sent pas pleinement satisfait dans son activité. C’est en 1959 que l'occasion d'émerger se présente : Mario Monicelli lui confie la conception des costumes de La Grande Guerre. Puis en 1962 débute sa collaboration avec Pier Paolo Pasolini, pour les films duquel il créera de nombreux costumes.
Simultanément en collaboration avec Mauro Bolognini et avec son ami Franco Zeffirelli, il remporte, en 1969, l’Oscar des meilleurs costumes, pour Roméo et Juliette. En 1977, il se voit attribuer un second Oscar pour Le Casanova de Fellini de Federico Fellini, pour lequel il a recréé un XVIIIe siècle cossu et fantaisiste. Il passe ensuite à la direction artistique pour plusieurs films, dont Chi lavora è perduto de Tinto Brass, Miracle à l'italienne de Nino Manfredi, Francesco de Liliana Cavani et Marianna Ucria de Roberto Faenza. En 1980, il  travaille également sur les costumes du film américain Flash Gordon, de Mike Hodges.
Homme très timide, mais doué de multiples talents, Danilo Donati publie également un roman (en partie autobiographique), Curfew publié chez Newton & Compton. Finaliste pour le prix Strega en 2001, il y décrit l'atmosphère florentine des années 1940 et des jours qui ont précédé la libération de la ville par les troupes alliées.
En 1994, il collabore avec Roberto Benigni, sur le film Pinocchio, travail qui lui vaudra le prix David di Donatello pour la meilleure direction artistique et les meilleurs costumes.
Danilo Donati meurt à Rome, le 2 décembre 2001, à l'âge de 75 ans.

## Filmographie partielle
- 1963 : Il comandante de Paolo Heusch
- 1964 : La Femme, quelle chose merveilleuse ! (La donna è una cosa meravigliosa) de Mauro Bolognini
- 1969 : Satyricon de Federico Fellini